# Gölbaşı (Adıyaman)
Gölbaşı (Kurdisch Serê Golan) ist die Hauptstadt des gleichnamigen Bezirks der türkischen Provinz Adıyaman. Zu Beginn der neu gegründeten türkischen Republik gehörte Gölbaşı mit dem Bezirk Besni bis 1933 zu Gaziantep, danach zu Malatya und letztlich 1954 zur neu gegründeten Provinz Adiyaman. Die Stadt selbst gliedert sich in neun Mahalle (Stadtviertel).
Die im Stadtsiegel abgebildete Jahreszahl 1958 dürfte auf das Jahr der Erhebung zur Gemeinde (Belediye/Belde) hinweisen.
Der Landkreis grenzt an den See Gölbaşı Gölü und liegt etwa 55 km westlich der Provinzhauptstadt Adıyaman. Zwei weitere Seen sind Azaplı Gölü und İnekli Gölü. Der höchste Berg ist mit 2320 m der Boruk. Der Landkreis beherbergt knapp acht Prozent der Provinzbevölkerung und besteht aus der Kreisstadt (mit knapp 66 Prozent der Landkreisbevölkerung) und drei weiteren Kleinstädten/Gemeinden (Belediye): Belören (2041), Balkar (2038) und Harmanlı (1485 Einw.). Des Weiteren existieren 30 Dörfer (Köy) mit einer Durchschnittsbevölkerung von 359 Einwohnern. Ozan ist mit 949 Einwohnern davon das größte, weitere 13 Dörfer haben ebenfalls mehr Einwohner als der Durchschnitt. Der städtische Bevölkerungsanteil beträgt knapp 78 Prozent.